# Nizhyn
Nizhyn (tiếng Ukraina: Ніжин) là một thành phố của Ukraina. Thành phố thuộc tỉnh Chernihiv, có diện tích 43,2  km², dân số thành phố theo cuộc điều tra dân số năm 2001 là 76.625 người.